# Krytonosek ciemnobrzuchy
Krytonosek ciemnobrzuchy (Scytalopus notorius) – proponowany gatunek ptaka z rodziny krytonosowatych (Rhinocryptidae), wyłoniony ze Scytalopus speluncae (krytonosek śniady) jako odrębny gatunek. Obecnie uznawany za synonim Scytalopus speluncae. Występuje w południowo-wschodniej Brazylii. Jego naturalnym środowiskiem są subtropikalne i tropikalne wilgotne lasy nizinne oraz subtropikalne i tropikalne wilgotne lasy górskie.